# Arnoldus von Cöllen
Arnoldus von Cöllen (auch Arnold Neumarkt, * vor 1492 in Köln; † vor 1498 in Leipzig?; wirksam von 1492 bis 1495 in Leipzig) war ein bekannter, in Leipzig wirkender und aus Köln gebürtiger deutscher Inkunabelndrucker. Er lässt sich dort über seine Drucke nachweisen, die zwischen 1492 und 1495 entstanden sind.

## Leben und Werk
Über sein Leben fehlen jegliche weitere Informationen. Aus seiner Leipziger Wirkungszeit sind 20 verschiedene Drucke bekannt. Manche dieser Drucke erschienen in mehreren Auflagen. Seine Werkstatt wurde von dem Leipziger Inkunabelndrucker Wolfgang Stöckel, dem zweiten Ehemann seiner hinterlassenen Witwe Catrina, übernommen.
Von ihm sind unter anderem folgende Druckwerke bekannt: Exercitium puerorum grammaticale per diaetas distributum. Impressum Liptzk per Arnoldum Coloniensem Anno gracie quadrigentesimo nonagesimo tercio. und Lucii Annei Senece Cordubensis maximi latinorum magistri et institutoris honeste vite ad Lucillium epistolarum liber de vivendi ratione preclarus et auro preciosior. In fine: Epistole Senece usque ad decimum librum abbreviate finiunt. Impresse Liptzk per Arnoldum de Colonia 1493.